# Premier Hockey Federation
Die Premier Hockey Federation (kurz PHF; bis September 2021 NWHL – National Women’s Hockey League) war die höchste Fraueneishockey-Spielklasse der Vereinigten Staaten und Kanadas, gehörte zu den besten Fraueneishockey-Ligen weltweit und bezeichnete sich selbst als einzige (Frauen-)Profiliga der Welt.
Die Premier Hockey Federation wurde im Juni 2023 nach acht Spielzeiten verkauft und aufgelöst. Die Nachfolge tritt ab 2024 die neue Professional Women’s Hockey League mit sechs ligaeigenen Teams in den Vereinigten Staaten und in Kanada an.

## Geschichte

Logo der National Women’s Hockey League bis 2021

Die Liga wurde im Jahr 2015 unter dem Namen National Women’s Hockey League gegründet und bestand in den ersten drei Jahren aus vier Mannschaften, ehe die Liga sukzessive auf sieben Teams und nach Kanada erweitert wurde. Der Meister der PHF erhielt den Isobel Cup als Trophäe, die nach Lady Isobel Gathorne-Hardy, der Tochter von Frederick Stanley, 16. Earl of Derby, benannt ist.
Im Jahr 2015 fand erstmals ein Winter Classic der Frauen (Outdoor Women's Classic) statt, bei dem sich – einen Tag vor dem NHL Winter Classic 2016 – die Boston Pride aus der National Women’s Hockey League und die Les Canadiennes de Montréal aus der Canadian Women’s Hockey League gegenüberstanden.
Vor der Saison 2021/22 kündigte die Liga Ende April 2021 an, die Salary Cap pro Franchise auf 300.000 US-Dollar zu verdoppeln. Die Erweiterung der Liga um ein weiteres Team wurde zugleich aufgrund der Corona-Pandemie zunächst pausiert.
Im Mai 2021 verkündete die NWHL den Verkauf der Connecticut Whale an die Shared Hockey Enterprises (SHE) LLC. Wenige Wochen später wurden auch die Metropolitan Riveters an ihren neuen Besitzer, die BTM Partners, verkauft. Damit besaßen die BTM Partners drei der sechs Franchises der Liga. Als letzte der noch von der Liga betriebenen Teams wurden Ende Juni 2021 die Buffalo Beauts und die Minnesota Whitecaps an die NLTT Ventures LLC veräußert.
Sechs Jahre nach der Gründung, im September 2021, wurde die Liga im Rahmen einer Umstrukturierung in Premier Hockey Federation umbenannt. Am 18. Januar 2022 verkündete die PHF die erneute Erhöhung der Gehaltsobergrenze zur Saison 2022/23 auf 750.000 USD pro Team sowie Gesundheitsleistungen und Kapitalbeteiligungen für die Spielerinnen. Darüber hinaus bestätigte die Liga die Pläne für eine Expansion nach Montreal und weitere Standorte in den Vereinigten Staaten.
Am 12. Juli 2022 gab die PHF den Eintritt eines neuen Teams in Montreal mit Wirkung zur Saison 2022/23 bekannt. Wenige Wochen später wurden die Montreal Force der Öffentlichkeit vorgestellt, Besitzer des Teams waren ebenfalls die BTM Partners.
Im Dezember 2022 wurde die Gehaltsobergrenze für die nicht mehr ausgetragene Saison 2023/24 auf 1,5 Millionen US-Dollar pro Team festgelegt, das Doppelte der Obergrenze für 2022/23.
Die Liga wurde im Juni 2023 verkauft und aufgelöst. Die Investoren Mark Walter Group und Billie Jean King Enterprises schufen zusammen mit der Spielerinnengewerkschaft Professional Women’s Hockey Players Association die neue Professional Women’s Hockey League mit sechs ligaeigenen Teams in den Vereinigten Staaten und in Kanada. Die Kader sollen aus jeweils 23 Spielerinnen bestehen. Auf diesem Weg soll eine fortschreitende Professionalisierung und Attraktivitätssteigerung des Fraueneishockeysports erreicht werden.

## Teilnehmer
| Team                  | Standort                    | Aufnahmejahr | Spielstätte                                 | letzte Cheftrainer | Meister | Vizemeister | Erster der reg. Saison |
| --------------------- | --------------------------- | ------------ | ------------------------------------------- | ------------------ | ------- | ----------- | ---------------------- |
| Boston Pride          | Boston, Massachusetts       | 2015         | Warrior Ice Arena                           | Paul Mara          | 3       | 1           | 4                      |
| Buffalo Beauts        | Buffalo, New York           | 2015         | Northtown Center                            | Rhea Coad          | 1       | 3           | 0                      |
| Connecticut Whale     | Simsbury, Connecticut       | 2015         | International Skating Center of Connecticut | Colton Orr         | 0       | 1           | 1                      |
| Metropolitan Riveters | East Rutherford, New Jersey | 2015         | The Rink at American Dream                  | Venla Hovi         | 1       | 0           | 1                      |
| Minnesota Whitecaps   | Richfield, Minnesota        | 2018         | Richfield Ice Arena                         | Ronda Engelhardt   | 1       | 2           | 1                      |
| Montreal Force        | Montreal, Québec            | 2022         | Centre 21.02                                | Peter Smith        | 0       | 0           | 0                      |
| Toronto Six           | Toronto, Ontario            | 2020         | Canlan Ice Sports – York                    | Geraldine Heaney   | 1       | 0           | 1                      |

## Meister

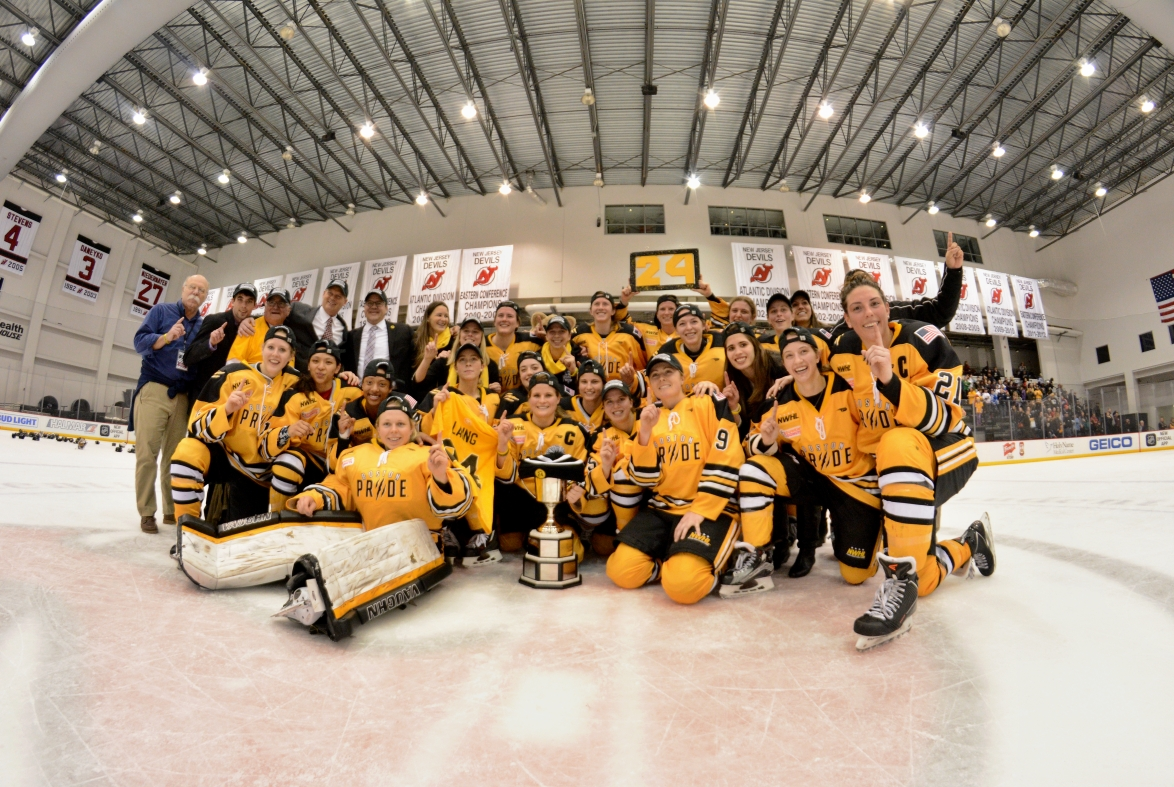
Meisterteam der Boston Pride (2016)

- 2016: Boston Pride
- 2017: Buffalo Beauts
- 2018: Metropolitan Riveters
- 2019: Minnesota Whitecaps
- 2020: kein Meister
- 2021: Boston Pride
- 2022: Boston Pride
- 2023: Toronto Six